# ليندا هايز
ليندا هايز (بالإنجليزية: Linda Hayes)‏ هي عازفة الجاز ومغنية أمريكية، ولدت في 10 ديسمبر 1923 في إليزابيث في الولايات المتحدة، وتوفيت في 26 مايو 1998.